# 牛路岭水库
牛路岭水库位于中国海南省琼海市、万宁市、琼中县交界处，是以发电、防洪为主，兼有供水、养殖等功能的大（二）型水库。因库区有山名牛路岭而得名。